# Charlie Hunnam
 Charles Matthew (Charlie) Hunnam (Newcastle, 10 april 1980) is een Engels acteur. Hij is voornamelijk bekend van zijn rol als Pete Dunham in de film Green Street Hooligans en als Jax Teller in de televisieserie Sons of Anarchy.

## Biografie
Hunnam is geboren in Newcastle als jongste van twee zonen. Zijn ouders zijn gescheiden toen hij twee jaar oud was. Toen hij 12 was verhuisde hij naar het Lake District, waar zijn moeder hertrouwde.
Hunnam heeft een opleiding gedaan aan 'Cumbria College of Art and Design', waar hij een diploma behaalde in 'Performing Arts'.
In 1999 ontmoette hij de actrice Katharine Towne, na een maandje daten gingen ze naar Las Vegas om te trouwen. Na 3 jaar huwelijk scheidde het koppel in 2002.